# Automolis upembae
Automolis upembae är en fjärilsart som beskrevs av Sergius G. Kiriakoff 1946-1949. Automolis upembae ingår i släktet Automolis och familjen björnspinnare. Inga underarter finns listade i Catalogue of Life.